# Pandoravirus dulcis
Pandoravirus dulcis – jeden z największych zidentyfikowanych wirusów.
Skomplikowane cząsteczki organiczne z rodzaju Pandoravirus, zostały znalezione w 2013 r. przez francuskich badaczy w Australii, w osadach słodkowodnego stawu w pobliżu Melbourne. Jest pasożytem ameb z rodzaju Acanthamoeba.
Jego genom składa się z 1 900 000 par zasad i zawiera 1502 geny. Dla porównania wirus grypy ma tylko 10 genów, a człowiek – ok. 24 000.
Wirus ma owalny kształt, mierzy ok. 1 μm i jest widoczny pod mikroskopem optycznym.
Większość genów nowo odkrytego wirusa wydaje się naukowcom nieznana, podobnie jak rola białek i enzymów, które kodują. Wydaje się mieć więcej wspólnego z komórkami niż innymi wirusami.
Francuscy naukowcy podejrzewają, że Pandoravirus dulcis jak i współodkryty Pandoravirus salinus, mogą reprezentować zupełnie nową formę życia.
Z powodu ich unikatowości morfologiczno-genetycznej utworzono zarówno nową rodzinę Pandoraviridae, jak i rodzaj Pandoravirus.